# Тимки (Оржицкий район)
Тимки (укр. Тимки) — село,
Куйбышевский сельский совет,
Оржицкий район,
Полтавская область,
Украина.
Население по переписи 2001 года составляло 382 человека.

## Географическое положение
Село Тимки находится на левом берегу реки Гнилая Оржица, выше по течению на расстоянии в 1,5 км расположено село Рудка (Гребенковский район), ниже по течению на расстоянии в 2 км расположено село Загребелье, на противоположном берегу — село Яблонево.

## История
Село указано на подробной карте Российской Империи и близлежащих заграничных владений 1816 год.

## Экономика
- Молочно-товарная ферма.

## Объекты социальной сферы
- Детский сад.
- Школа І ст.

## Известные уроженцы
- Приходько, Сергей Тихонович — Герой Советского Союза
- Сэм Герсон — серебряный призёр олимпийских игр по борьбе